# Sukhoi Log (Sverdlovsk)
|  | Per a altres significats, vegeu «Sukhoi Log». |

Sukhoi Log (en rus: Сухой Лог) és una ciutat de l'óblast de Sverdlovsk, a Rússia, segons el cens del 2021 tenia 33.048 habitants.